# Nixon (Teksas)
Nixon je grad u američkoj saveznoj državi Teksas. Prema popisu stanovništva iz 2010. u njemu je živjelo 2.385 stanovnika.